# TRS-4D
TRS-4Dは、ドイツのヘンゾルト社の艦載用3次元レーダー。アメリカ海軍ではAN/SPS-80として制式化している。

## 設計
本機の動作周波数はCバンドで、窒化ガリウム（GaN）半導体素子を用いたアクティブ・フェーズドアレイ・アンテナ（AESAアンテナ）を用いている。
アンテナの実装方式としては、4面を固定式に設置する方式（Fixed Panel）と、1面を回転式に設置する方式（Rotator）とがある。どちらも、最大探知距離は250 km、また小型水上目標に対する追尾距離は14 kmで変わらないが、戦闘機大の空中目標に対する追尾距離は、固定式では110 kmなのに対して回転式では100 kmとされている。また追尾可能目標数も、固定式では1,500個なのに対して回転式では1,000個とされている。外洋ばかりでなく、目標が輻輳する沿海域でも威力を発揮し、無人航空機やミサイル、潜望鏡のような小型目標にも対処可能である。2013年末には北海やバルト海で数週間にわたる試験が実施され、高性能を発揮したと伝えられる。

## 採用国と搭載艦
アメリカ海軍
- フリーダム級沿海域戦闘艦 - 初期建造艦のTRS-3Dにかえて、9番艦以降で回転式を搭載。

 チリ海軍
- アルミランテ・コクレーン級フリゲート（旧英23型） - 改修により回転式を後日装備。

 ドイツ海軍
- 125型フリゲート（バーデン・ヴュルテンベルク級） - 固定式
- 126型フリゲート（ニーダーザクセン級） - 固定式
- 130型コルベット（ブラウンシュヴァイク級） - 6番艦以降で回転式を搭載。

 ブラジル海軍
- タマンダーレ級フリゲート（英語版）